# Vittorio Sella
Vittorio Sella (Biella, 28 de agosto de 1859 – Biella, 12 de agosto de 1943) fue un alpinista y fotógrafo italiano.
Fue pionero en la fotografía de montaña y está considerado como uno de los mayores expertos en este campo de la historia.

## Biografía

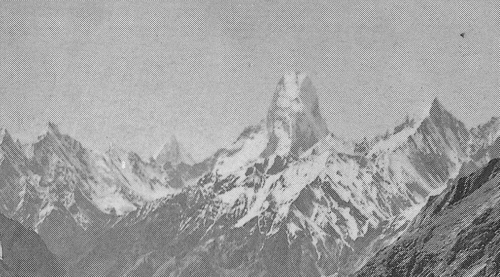
Foto de la Torre Muztagh (7.273 m) tomada por Vittorio Sella durante la expedición al K2 en 1909.

Nacido en Biella en 1859, hijo del industrial Giuseppe Venanzio Sella y de Clementina Mosca Riatel, heredó la pasión por la montaña de su tío Quintino Sella, fundador del Club Alpino Italiano. Realizó numerosas ascensiones notables en los Alpes, entre las que figuran las primeras invernales al Cervino y al Monte Rosa, y la primera travesía invernal del Mont Blanc. Participó en varias expediciones al extranjero, entre ellas: tres expediciones al Cáucaso (donde existe un pico que lleva su nombre), la expedición al monte San Elías, en Alaska, en 1897, la expedición al monte Stanley, en Uganda, en 1906, y la expedición al K2, en 1909. Estas tres últimas expediciones las realizó en compañía de Luis Amadeo de Saboya, duque de los Abruzos. En 1899 también había participado en la expedición del Duque de los Abruzos al Polo Norte en el barco Stella Polare.
Siguió practicando el alpinismo hasta una edad avanzada. Su último intento en el Cervino lo realizó a los 76 años, pero tuvo que abandonar tras el accidente de uno de sus guías.
Murió en su Biella natal en 1943 y fue enterrado en el cementerio monumental de Oropa, cerca del santuario mariano del mismo nombre. Su colección fotográfica la gestiona en la actualidad la Fundación Sella.

## Fotografía: valor científico y recepción crítica
Sus fotografías de montañas siguen considerándose de las más bellas jamás realizadas. En palabras de Jim Curran: «Sella sigue siendo recordado como tal vez el mejor fotógrafo de montaña de todos los tiempos. Su nombre es sinónimo de perfección técnica y refinamiento estético».
La alta calidad de las fotografías de Vittorio Sella se debe en parte a su uso de placas fotográficas de 30x40 cm, a pesar de las dificultades que entrañaba el transporte de su pesado y frágil equipo a lugares remotos. Para poder transportar las placas con seguridad, tuvo que idear un equipamiento especial, con albardas y mochilas modificadas.  Sus fotografías gozaron de una amplia difusión, tanto en la prensa como en exposiciones, y recibieron numerosos elogios; Ansel Adams, que vio 31 de ellas en una exposición que Sella había hecho en el Sierra Club estadounidense, dijo que le inspiraban «una sensación de asombro de tipo religioso».  Muchas de sus fotografías retrataban montañas de las que no existían representaciones previas, por lo que poseen valor tanto artístico como histórico; por ejemplo, se han utilizado para medir el retroceso de los glaciares del Ruwenzori, en África Central.

Fotografías tomadas durante una expedición por el Cáucaso (actuales Georgia y Daguestán) hacia 1890.
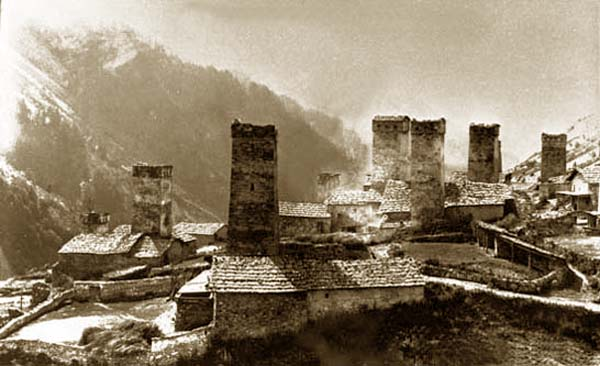
Pueblo de Mulaji.
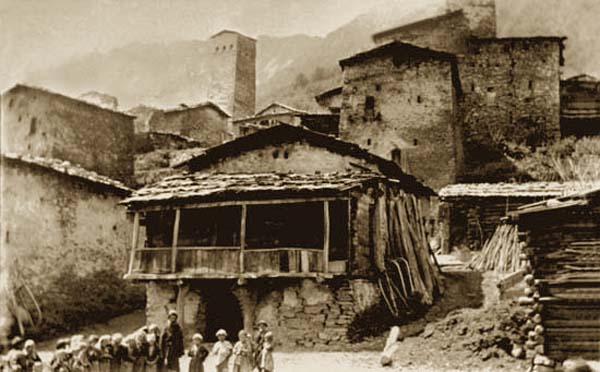
Pueblo de Gebi.
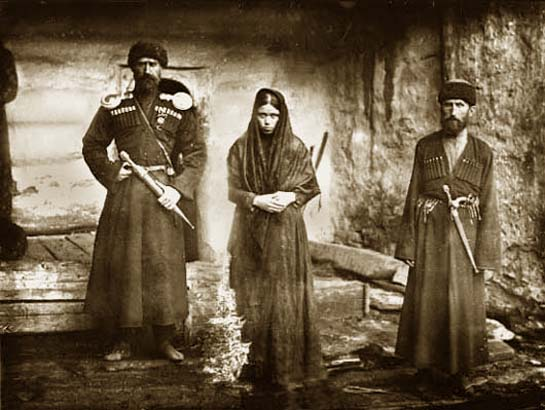
Los Gelovani, una familia principesca de Georgia que en el pasado gobernó en Svanetia.
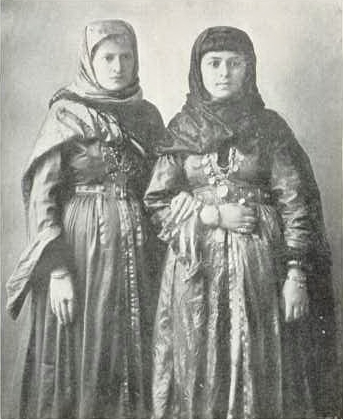
Jóvenes judías de Daguestán.
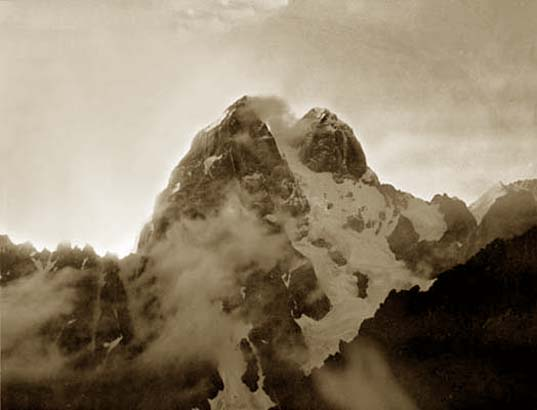
El monte Ushba (4.710 m).
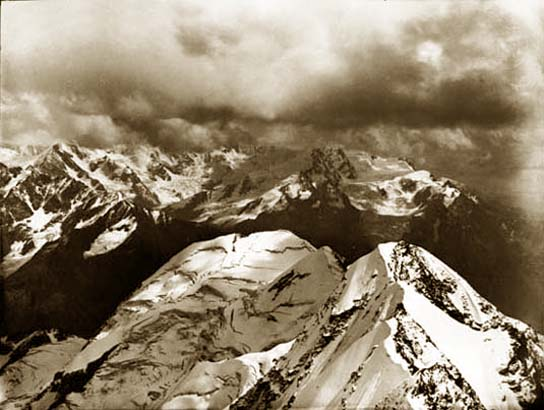
Panorama de las montañas de Svanetia.

Dos fotografías tomadas durante una expedición al Himalaya oriental (Sikkim y Nepal) en 1899 y otras tres durante la expedición al K2 en 1909
Vista del Siniolchu (6.888 m), desde el glaciar de Zemu (29 km hacia 1900); nótese a los alpinistas avanzando en la parte inferior derecha.
Campamento en la morrena del glaciar Zemu tras una nevada.
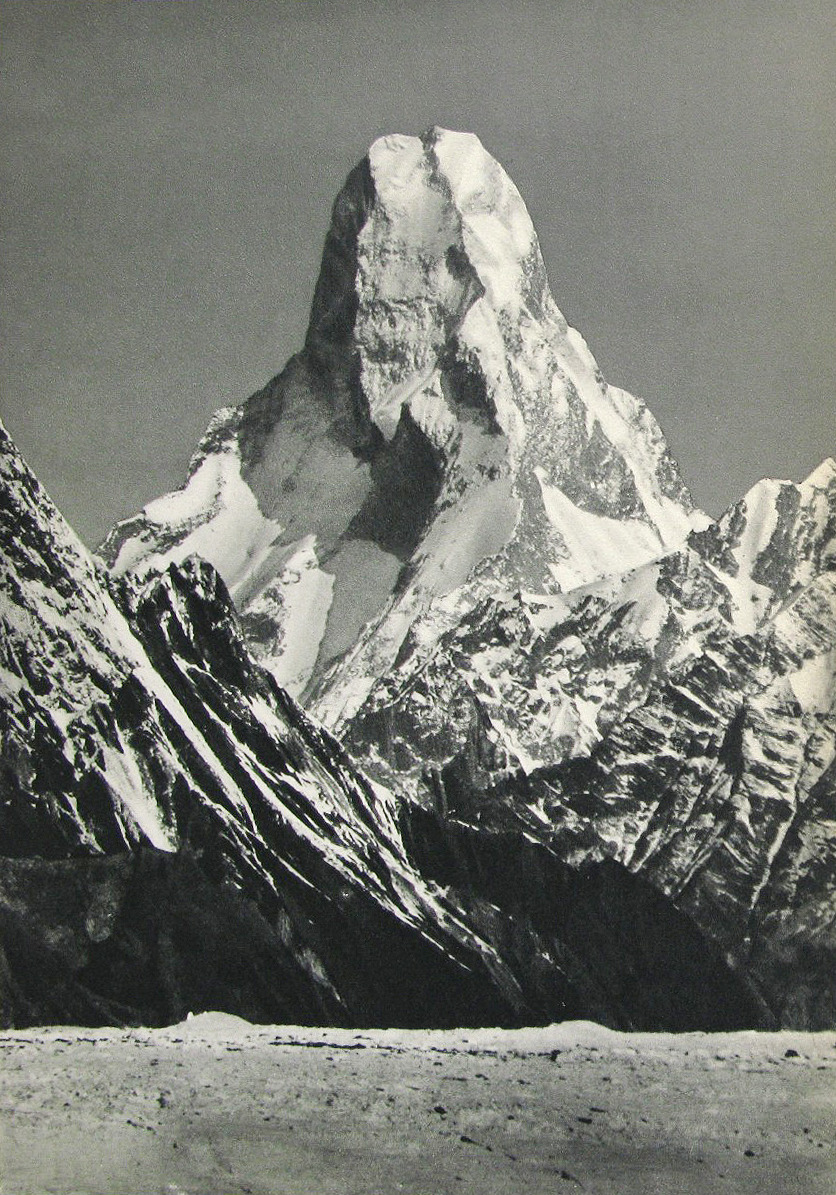
Vista de la Torre Muztagh (7.273 m), desde la ladera occidental del Baltoro Kangri (7.312 m). Distancia de unos 35 km: la parte superior del glaciar Baltoro (62 km de largo en 2006) es visible en primer plano.
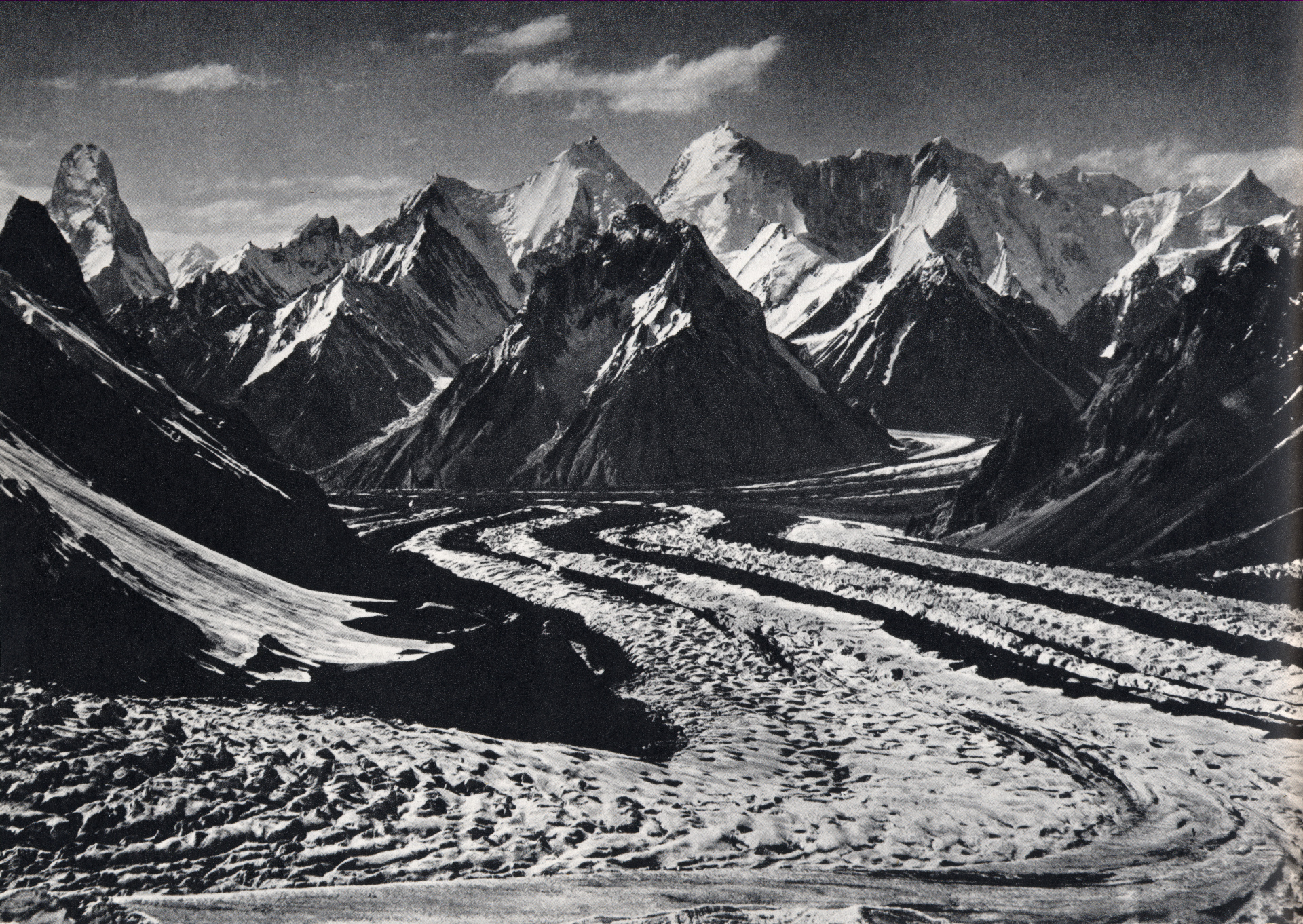
Vista desde lo alto del glaciar Baltoro hacia la Torre Muztagh (extremo izquierdo) y Skil Brum (7.410 m, centro derecha).
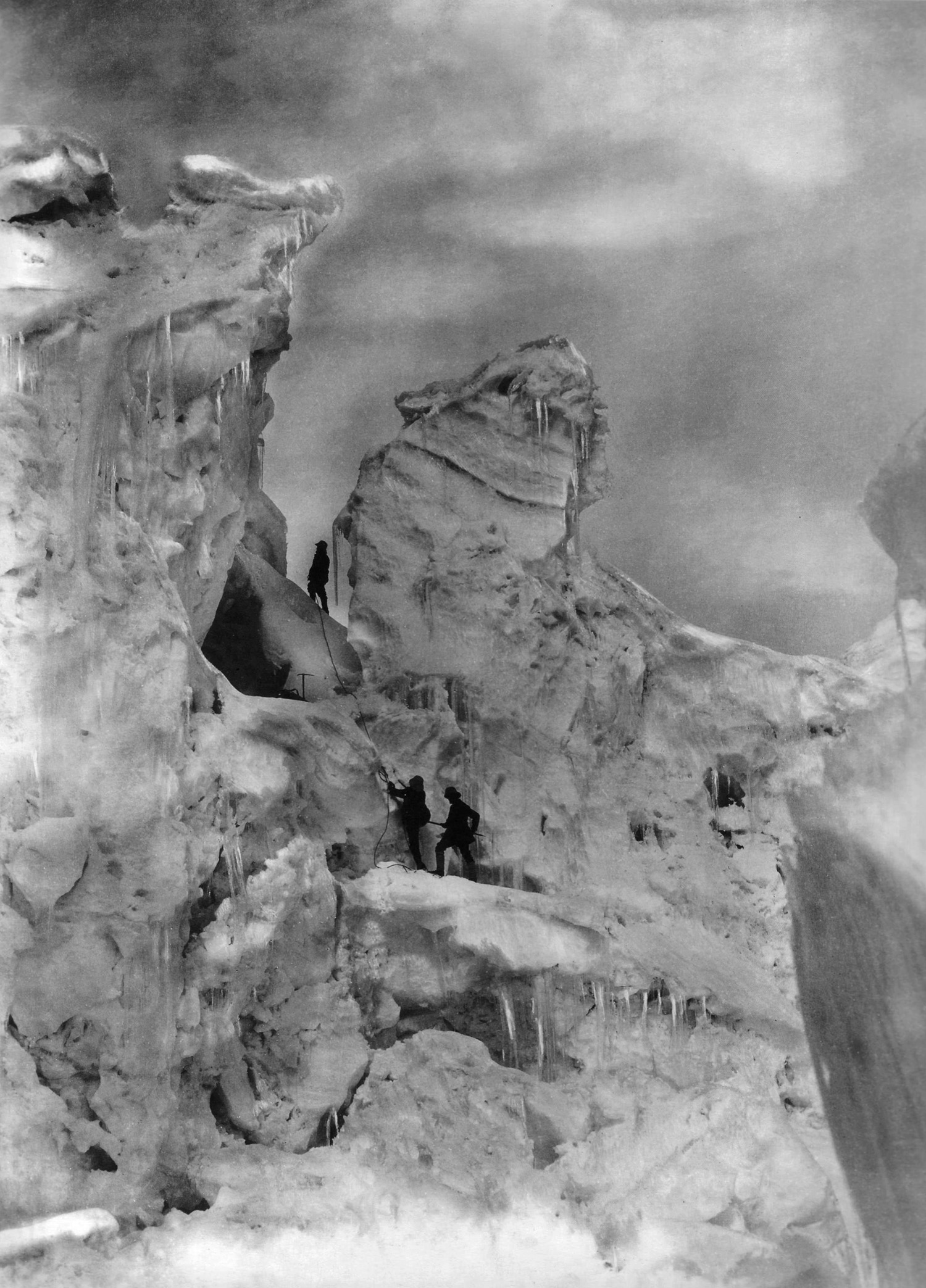
Luis Amadeo de Saboya y sus guías escalando una cascada de hielo en el Chogolisa (7.665 m).

## Homenajes
Se le ha dado su nombre a un refugio del Parque nacional del Gran Paradiso, en el Valle de Aosta: el refugio Vittorio Sella, cerca de Cogne, a 2.584 m de altitud, en el camino que va, de este a oeste, desde Valnontey (1.666 m) hasta el paso del Lauson (3.296 m).